# Joan XIII d'Alexandria
Joan XIII va ser el 94è Papa d'Alexandria i Patriarca de la Seu de Sant Marc des de 1484 fins a 1524. D'aquest poc més se sap llevat el seu llarg regnat de més de quaranta anys, i que el seu patriarcat veié la caiguda del sultanat mameluc i l'ascens del poder otomà a Egipte.